# Église apostolique assyrienne de l'Orient
Pour les articles homonymes, voir Église apostolique.
L'Église apostolique assyrienne de l'Orient ou Sainte Église apostolique assyrienne de l'Orient (‘Ittā Qaddishtā wa-Shlikhāitā Qattoliqi d-Madnĕkhā d-Ātārāyē) est une Église autocéphale de tradition syriaque orientale. Elle fait partie de l'ensemble des Églises des deux conciles. Le chef de l'Église porte le titre de Catholicos-Patriarche de la Sainte Église Apostolique Assyrienne de l'Orient (ou celui, plus traditionnel, de Métropolite de Séleucie-Ctésiphon, Catholicos et Patriarche de l'Orient), avec résidence à Erbil au Kurdistan (Irak).

## Nom
L'Église apostolique assyrienne de l'Orient est également connue sous d'autres noms :
- Sainte Église apostolique catholique assyrienne de l'Orient
- Église apostolique de l'Orient et des Assyriens
- Église apostolique assyrienne de l'Est
- Église nestorienne[1]
- Église perse[2]
- Église orthodoxe de Perse
- Église de l'Orient
- Église de l'Est
- Église de l'Orient des Assyriens[3]
- Église syriaque orientale[4]
- Église syro-orientale
- Église chaldéenne orthodoxe[5]
- Église chaldéenne nestorienne[6]
- Église assyrienne orthodoxe[7]
- Église syrienne d'Orient[8]
- Église syriaque d'Orient

## Histoire
L'Église apostolique assyrienne de l'Orient se revendique comme fondée par l'apôtre Thomas, héritière de l'Église de l'Orient.

### Période perse sassanide
- 310 : l'évêque de Séleucie-Ctésiphon Mar Papa bar Gaggaï fédère les différentes Églises locales et devient catholicos de l'Orient, tout en demeurant dans la juridiction de l'Église d'Antioche.
- 410 : après une période de persécutions, l'Église de l'Orient se réorganise lors d'un concile dans la ville de Séleucie. Le titre de patriarche est adopté.
- 424 : lors du Synode de Markabta à Markabta de Tayyayé (Séleucie ), l'Église de l'Orient se déclare indépendante de l'Église d'Antioche.
- 431 : le Concile d'Éphèse condamne Nestorius, le patriarche de Constantinople, et ses positions christologiques. L'Église de l'Orient n'en reconnaît pas les conclusions.
- 433 : Jean d'Antioche et Cyrille d'Alexandrie aboutissent à un accord théologique avec le Symbole d'union.
- 484 : concile de Beth Lapat, adhésion à l'enseignement théologique de Théodore de Mopsueste.
- 489 : fermeture de l’école théologique d’Édesse, de tendance nestorienne, sur ordre de l'empereur romain Zénon ; essor de son héritière l’école théologique de Nisibe, en Perse.

### Période arabe
- 780 : transfert du siège catholicosal de Séleucie-Ctésiphon à Bagdad

### Période mongole
- 1258 : prise de Bagdad par les Mongols. Doqouz Khatoun, la principale épouse de Houlagou, chrétienne assyrienne, demande d'épargner les instruits et les chrétiens.
- 1287 : ambassade de Rabban Bar Sauma en Europe.
- 1363 : l’Église de l’Orient connaît le chaos lors de la persécution générale des chrétiens par le chef turco-mongol Tamerlan.

### Période turque ottomane
- 1450 : sous Mar Shimun IV (1437-1497), la succession patriarcale devient héréditaire.
- 1552 : sous Mar Shimun VII (1538-1558), schisme de Yohannan Soulaqa et fondation de l'Église catholique chaldéenne.
- 1692 : une seconde lignée patriarcale (lignée Shimun) est créée, à Qotchanès, par Mar Shimun XIII Dinkha (1692-1700) qui rompt l'union avec Rome.
- 1804 : la lignée patriarcale originelle (lignée Eliyya ) s'éteint à Rabban Hormizd.
- 1915-1918 : massacres des Assyro-Chaldéens. Formation d'une résistance armée par le patriarche Mar Simon XXI Benjamin qui meurt assassiné en 1918, son frère Simon XXII Paul lui succède, avant de prendre la fuite avec son peuple vers la plaine de Ninive.
- 1920 : à la mort de son oncle, son neveu lui succède sous le nom de Simon XXIII Ishaya. Du fait de son jeune âge, sa tante Lady Surma (en), exerce une sorte de régence sur les affaires diplomatiques ainsi que son oncle Joseph Khnanicho, sur les affaires ecclésiales.

### Période contemporaine
- 1933 : Massacre de Simelé, expulsion d'Irak du patriarche et de sa famille à Chypre.
- 1940 : Le patriarche se réfugie aux États-Unis[9]
- 1951 : à la mort de Mar Zaia Sargis, évêque de Jilu (12 mai), il ne reste comme évêque que le patriarche et son oncle, Mar Joseph Khnanicho. Ce dernier consacre le 14 mai Mar Isho Sargis, le neveu de l'évêque défunt, à  Bagdad.
- 1952 : consécration de Mar Thomas Darmo pour la Métropole du Malabar et de toute l'Inde
- 1953 : Mar Philippe Yohannan est consacré évêque de Rawanduz pour l'Iran.
- 1964 : Mar Simon XXIII Ishaya fait adopter le calendrier grégorien.
- 1968 : un schisme entraîne la création de l'Ancienne Église de l'Orient.
- 1973 : Mar Joseph Khnanicho devient locum tenens à la suite de la démission de son neveu.
- 1975 : Mar Simon XXIII Ishaya  est assassiné (6 novembre)[10]à San José en Californie.
- 1976 : avec l'élection de Mar Dinkha IV, la succession patriarcale n'est plus héréditaire. Le nom officiel devient Sainte Église apostolique catholique assyrienne de l'Orient.
- 1994 : signature de la Déclaration christologique commune avec l'Église catholique
- 1995 : réunification avec l'Église malabare orthodoxe
- Septembre 2006 : le catholicos-patriarche visite le Nord de l'Irak.
- 17 janvier 2010 : consécration de deux évêques en Inde.
- Novembre 2012 : fondation du monastère Saint Isaac de Ninive  en Californie après 125 ans[11] d'interruption de vie monastique.
- 26 mars 2015 : mort du patriarche Mar Dinkha IV
- 18 septembre 2015 : élection du patriarche Mar Gewargis III[12]
- 2017 : consécration de deux évêques, Mar Abris Awshalem[13] pour Erbil et Mar Ninos Elya[14] pour Melbourne.

### Évangélisation de la Chine
Des traces probantes de la présence  de l'Église de l'Orient en Chine existent pour deux périodes : d'abord du VIIe siècle au Xe siècle, puis sous la dynastie mongole des Yuan aux XIIIe et XIVe siècles. Après bien des vicissitudes historiques, ces églises n'existent plus mais, en 1998, l'Église apostolique assyrienne de l'Orient a envoyé l'évêque Mar Gewargis en Chine. en 2010, lors d'une visite ultérieure à Hong Kong, l'Église assyrienne a déclaré : « après 600 ans, la liturgie eucharistique, selon l'anaphore de Mar Addai & Mari a été célébrée à la chapelle du Séminaire théologique luthérien mercredi 6 octobre 2010 au soir». Puis, en octobre 2012, l'évêque Mar Awa Royel, accompagné d'un prêtre et d'un diacre, a pu célébrer la Sainte Eucharistie à Xi'an, berceau de l'Église de l'Orient en Chine en octobre 2012.

## Organisation

### Siège patriarcal

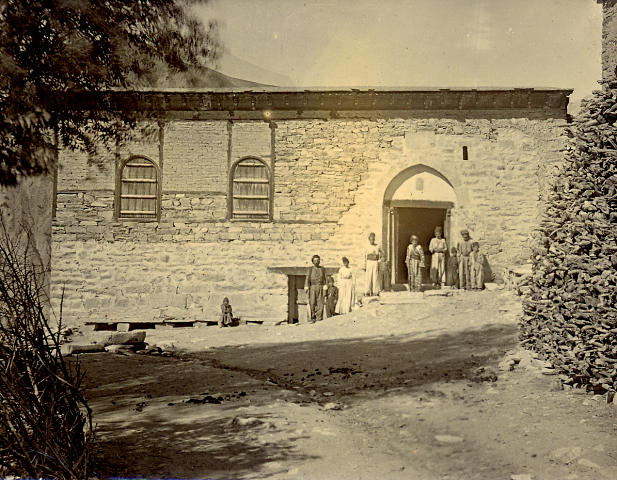
Résidence patriarcale à Qotchanès (1904)

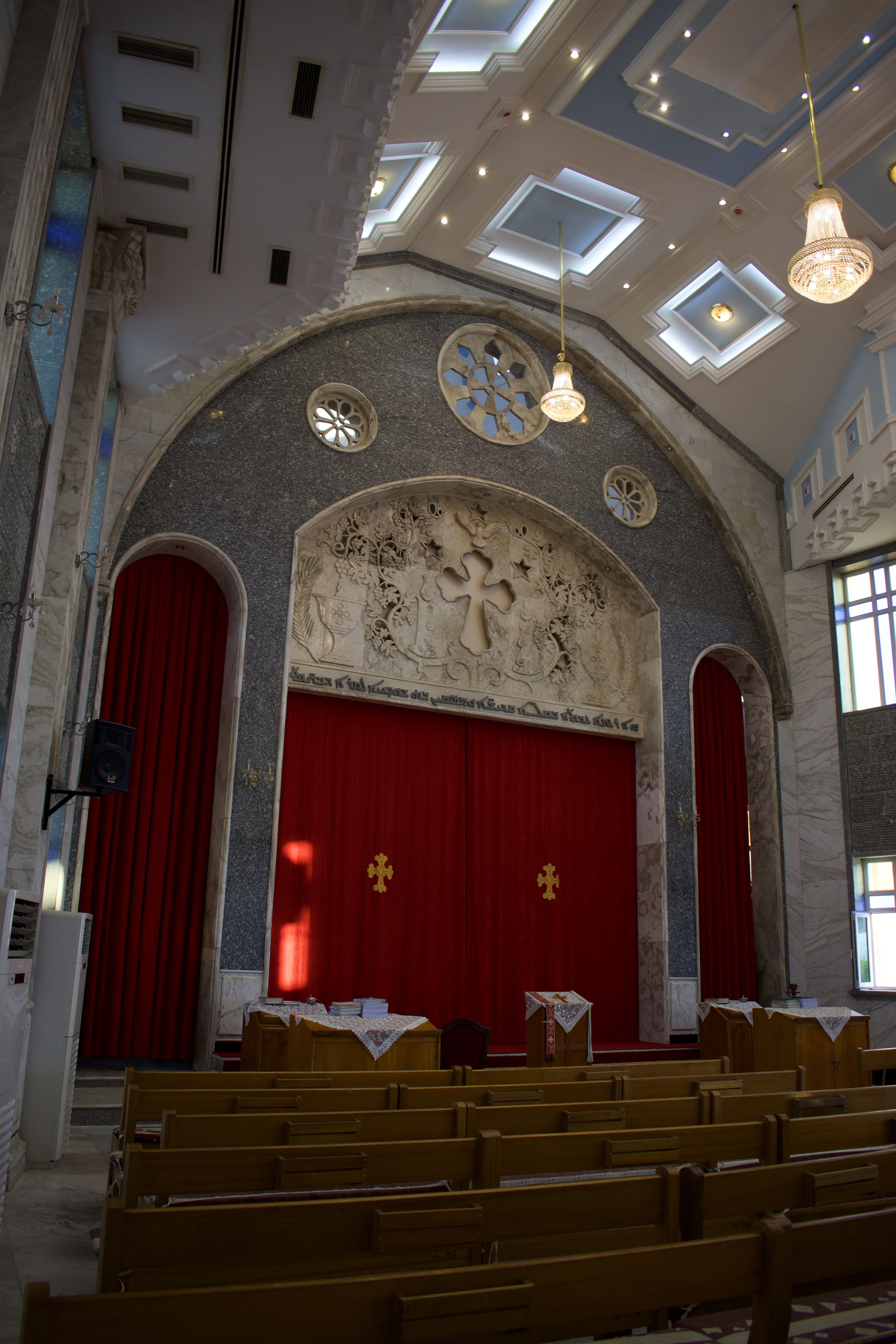
Intérieure de la cathédrale Mar Yohanna al Ma’amadan (Saint Jean le Baptiste)

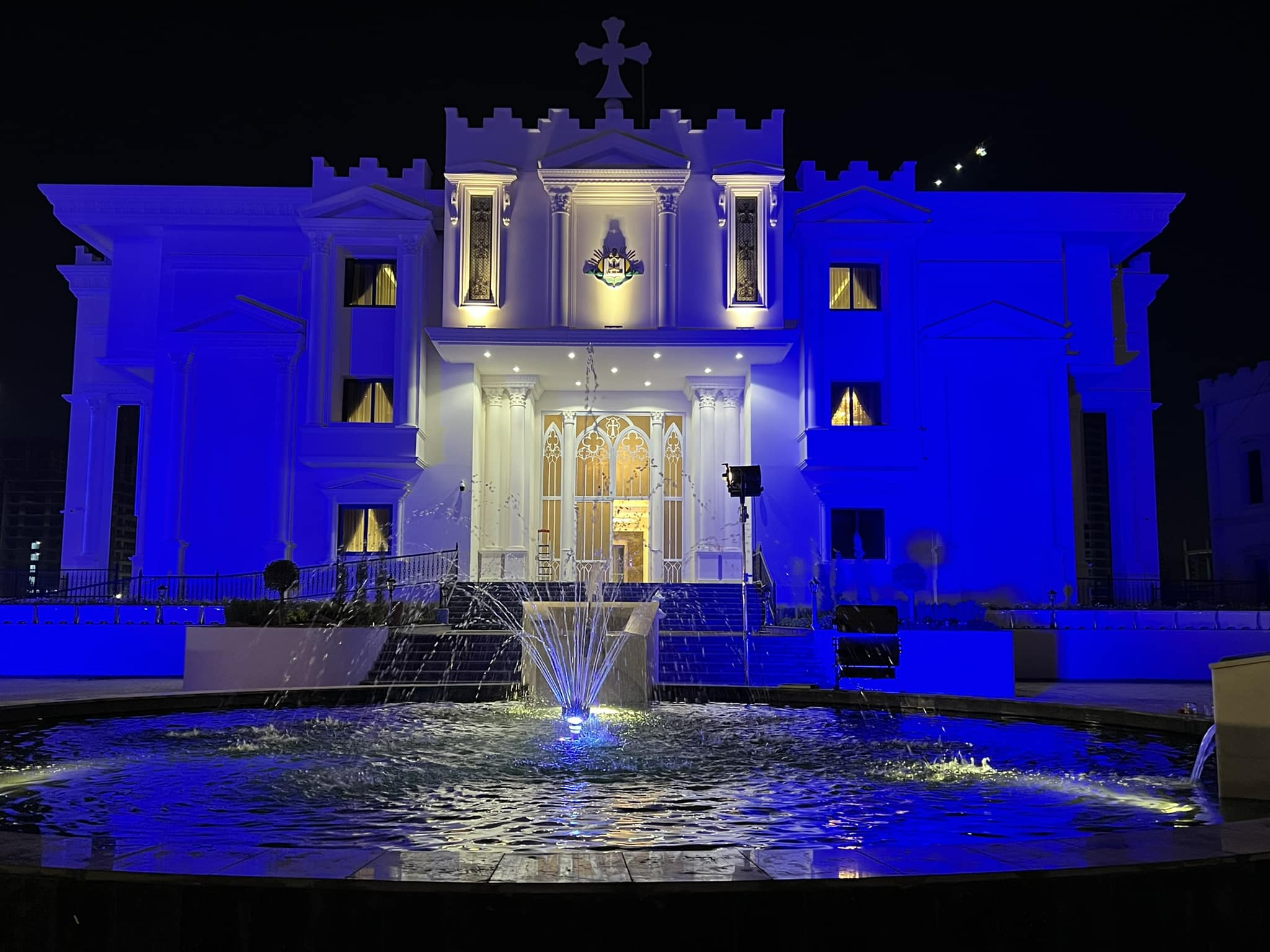
Siège de l’Église Assyrienne de l'Orient à Erbil

Le siège de l'Église, à l'origine à Séleucie-Ctésiphon, a été déplacé à plusieurs reprises :
- à Bagdad (vers 780) ;
- à Maragha ;
- à Mossoul ;
- à Djezireh ;
- au monastère Rabban Hormizd près d'Alqosh jusqu'en 1804 (lignée Eliyya) ;
- à Qotchanès (massif montagneux du Hakkiari) jusqu'en 1915 (lignée Shimun) ;
- à Morton Grove, près de Chicago ;

Lors de son synode de janvier 1990 tenu à Bagdad, il fut décidé du transfert du siège patriarcal à Bagdad. Ce transfert ne put se faire, du fait de la guerre du Golfe, qu'à partir d'août 1990.
- à Ankawa dans la banlieue d'Erbil  à la cathédrale Mar Yohanna[18] à la suite du synode des 28 et 29 septembre 2015 lors de l'élection de Gewargis III.
- à Erbil à la suite de l'inauguration en septembre 2022[19] d'un nouveau bâtiment qui jouxte la nouvelle cathédrale patriarcale[20] des Saints Apôtres[21].

### Organisation territoriale
L'Église est divisée en plusieurs archidiocèses et diocèses :
- métropole du Malabar et de toute l'Inde (Thrissur) ;
- métropole de Nohadra (Dohuk, nord de l'Irak) et de la Russie :
  - diocèse d'Erbil depuis mai 2017 ;
- métropole d'Australie (Fairfield) et de Nouvelle-Zélande  et du Liban :
  - diocèse du Sud de l'Australie  et de Nouvelle-Zélande (Melbourne) depuis juillet 2017,
  - diocèse de l'est des États-Unis (Chicago),
  - diocèse de l'ouest des États-Unis (Phoenix),
  - diocèse de Californie (Modesto),
  - diocèse du Canada (Etobicoke, Ontario),
  - diocèse de Bagdad (d'Ukraine et de Géorgie depuis novembre 2019[23]),
  - diocèse de Syrie,
  - diocèse de Scandinavie et d'Allemagne (Hallunda och Norsborg près de Stockholm),
  - diocèse d'Iran (Téhéran),
  - diocèse d'Europe Occidentale (Londres) depuis mai 2019[24].

## Mouvements centrifuges et schismes
- 1968 Ancienne Église de l'Orient
- 1995 Diocèse apostolique catholique assyrien

## Rites et pratiques
La liturgie est célébrée en syriaque, dialecte de l'araméen, qui est la langue maternelle du Christ (l'apparition du dialecte lui est postérieure). La Messe se dit « Mystères ». Il existe trois prières eucharistiques ou anaphores (appelées « sanctifications ») : la plus ancienne remonte aux origines de l’Église (IIe siècle), la tradition dit qu’elle aurait été écrite par les disciples de l’Apôtre Thomas : Addaï et Mari (c’est l’une des plus anciennes de la chrétienté), la deuxième est attribuée au grand docteur grec de l’Église d’Orient : Théodore de Mopsueste, compagnon de Saint Jean Chrysostome (IVe siècle), et la troisième date du Ve siècle, est attribuée à Nestorius patriarche de Constantinople (428–431) ; cette dernière n’est célébrée que cinq fois dans l’année.

## Relations avec les communautés protestantes
Les premiers missionnaires protestants du XIXe siècle virent d'un très bon œil l'absence de culte des images et des statues.
- 1834 : des missionnaires presbytériens américains (Evangelical Presbyterian Church of Iran[25]) viennent à Ourmia[26].
- 1870 : formation de l'Église évangélique assyrienne
- 1884-1890 : premier contact avec l'Église d'Angleterre qui met en place une mission (Archbishop of Canterbury's Assyrian Mission) à Ourmia et à Qotchanès.
- 1940 : formation de l'Église pentecôtiste assyrienne (Assyrian Pentecostal Church) affiliée à la fédération des Assemblées de Dieu.

## Relations avec les autres Églises

### Relations avec les autres Églises de tradition syriaque
Depuis 1994, l'Église apostolique assyrienne de l'Orient participe à une série de discussions œcuméniques avec les autres Églises de tradition syriaque, à l'initiative de la Fondation Pro Oriente, organisme dépendant du diocèse catholique de Vienne en Autriche. Ces discussions rassemblent des représentants d'Églises catholiques et séparées, de tradition syriaque occidentale (Église syriaque orthodoxe, Église catholique syriaque, Église malankare orthodoxe, Église catholique syro-malankare, Église maronite) et de tradition syriaque orientale (Église apostolique assyrienne de l'Orient, Ancienne Église de l'Orient, Église catholique chaldéenne, Église catholique syro-malabare).

#### Relations avec l'Ancienne Église de l'Orient
- 1er février 1990 Rencontre ecclésiastique de haut niveau à Bagdad en vue d'une éventuelle réunification.

#### Relations avec l'Église catholique chaldéenne
Le 15 août 1997, le patriarche Mar Dinkha IV et le patriarche Raphaël I Bidawid de l'Église catholique chaldéenne signent un « Décret synodal conjoint pour la Promotion de l'Unité », marquant les progrès du dialogue entre les deux Églises syriaques orientales.

### Relations avec l'Église catholique
- 1964 : deux observateurs (citoyens américains) assistent à la troisième session du concile Vatican II.
- Octobre 1978 : Mar Dinkha IV participe à la messe d’inauguration du pontificat de Jean-Paul II.
- 1984 : visite officielle du patriarche Mar Dinkha IV au Vatican. Rencontre avec le pape Jean-Paul II.
- 11 novembre 1994 : signature au Vatican d'une « Déclaration christologique commune » par le pape Jean-Paul II et le patriarche Mar Dinkha IV.

Le pape Jean Paul II et le patriarche Mar Dinkha IV, en signant cette déclaration, ont clos, pour leurs Églises, les différentes controverses liées à la querelle nestorienne.

« Sa Sainteté Jean-Paul II, Évêque de Rome et Pape de l'Église catholique, et Sa Sainteté Mar Dinkha IV, Catholicos-Patriarche de l'Église assyrienne de l'Orient, rendent grâce à Dieu qui leur a inspiré cette nouvelle rencontre fraternelle.

Ils considèrent celle-ci comme une étape fondamentale sur la voie de la pleine communion à restaurer entre leurs deux Églises. En effet, ils peuvent désormais proclamer ensemble devant le monde leur foi commune dans le mystère de l'Incarnation. »

- 2 juillet 2001 : Rome reconnaît la validité de l'Eucharistie célébrée selon l'anaphore de Addai et Mari, qui n'inclut pas le récit évangélique de l'Institution.
- 21 juin 2007 : nouvelle visite officielle du patriarche Mar Dinkha IV au Vatican. Rencontre avec le pape Benoît XVI.
- 2 octobre 2014 : visite du patriarche Mar Dinkha IV au Vatican. Rencontre avec le pape François.
- 17 novembre 2016 : le patriarche Mar Gewargis III rencontre le pape François au Vatican.
- 9 novembre 2018 : le patriarche Mar Gewargis III rencontre le pape François au Vatican et signe avec lui une déclaration commune[27].

### Filmographie
- Robert Alaux, Les Derniers Assyriens, Paris, 2003 (film documentaire de 53 minutes)